# Kongliga Svenska Vetenskaps Academiens Handlingar
Kongliga Svenska Vetenskaps Academiens Handlingar (abreviado Kongl. Svenska Vetensk.-Akad. Handl.) fue una revista ilustrada con descripciones botánicas que fue editada en Suecia desde el año 1747 hasta 1756. Se publicaron 9 números. Fue continuado con Kongl. Svenska Vetensk. Acad. Handl., n.s.